# Ланге, Антоний
Антоний Ланге (пол. Antoni Lange; 1862—1929) — видный польский поэт, переводчик и литературный критик, один из основателей и теоретиков польского символизма. Активный участник литературной группы «Молодая Польша».
Родился в еврейской семье Генрика Ланге (1815—1884) и Зофии, урожденной Айзенбаум (1832—1897). Учился в Варшавском университете, откуда был исключён за участие в освободительных организациях. В 1886 году переехал в Париж и до 1890 года изучал лингвистику, философию и литературу.  В 1890 году стал литературным редактором журнала «Życie» и корреспондентом журнала «Przegląd   Tygodniowy» в Париже. Как поэт и переводчик французской поэзии, демонстрируя в своей интеллектуальной эзотерической лирике незаурядную эрудицию в области восточных религий, полинезийских и мексиканских легенд, задался вопросами космогонии и мифологии.
Сотрудничал с такими журналами, как «Głos», «Tygodnik Ilustrowany», «Przegląd Tygodniowy», «Kurier Lwowski».
Приходился дядей Болеславу Лесьмяну.

## Опубликованные произведения
- Lange, Antoni. Poezye: [część 1—2]. — Kraków: wydanie autora, 1895. — Cz. 1. — [8], 232, [4] s.
- Lange, Antoni. Poezye: [część 1—2]. — Kraków: wydanie autora, 1898. — Cz. 2. — [4], 293, [2] s.